# Okręg północnobacki

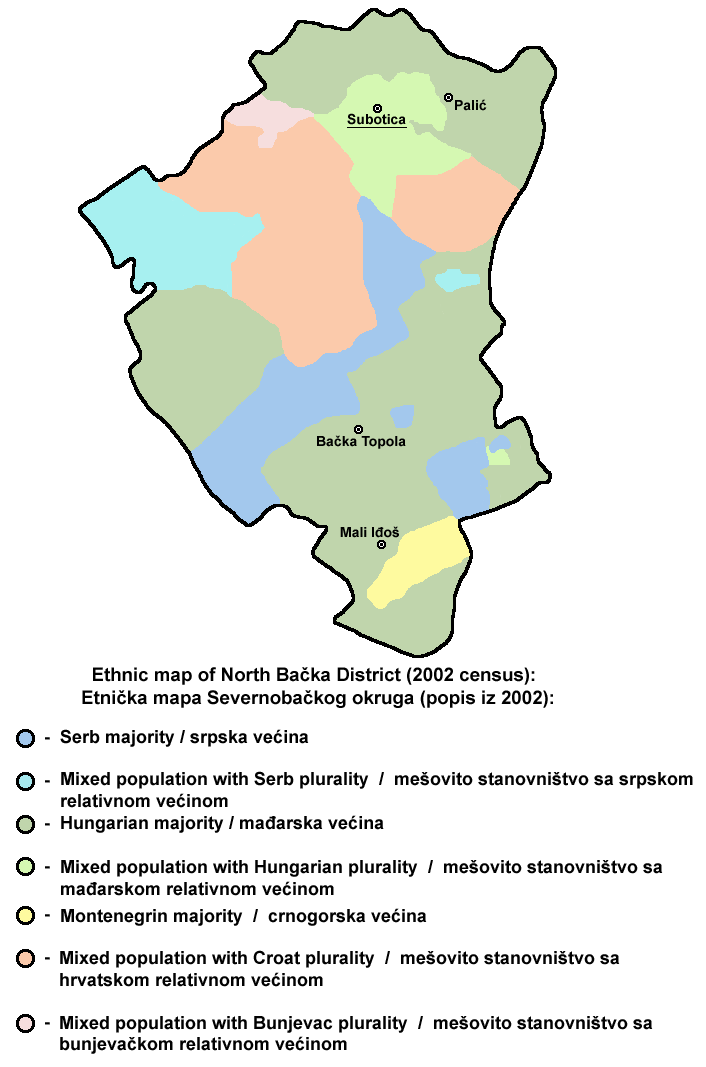

Okręg północnobacki (serb. Severnobački okrug / Севернобачки округ, węg. Észak Bácskai Körzet, chor. Sjevernobački okrug, słow. Severobáčsky okres, ruś. Сивернобачки окрух, rum. Districtul Backa de Nord) – okręg w północnej Serbii, w Wojwodinie.
Okręg dzieli się na następujące jednostki:
- miasto Subotica
- gmina Bačka Topola
- gmina Mali Iđoš

## Demografia
Narodowości
- 87 181 – 43,56% – Węgrzy
- 49 637 – 24,80% – Serbowie
- 17 227 – 8,60% – Chorwaci
- 16 454 – 8,22% – Buniewcy
- 9 488 – 4,74% – Jugosłowianie
- 5 219 – 2,6% – Czarnogórcy
- pozostali

Języki
- 88 464 – 44,20% – język węgierski
- 88 323 – 44,13% – język serbski
- 9 106 – 4,55% – język chorwacki
- pozostali

Religie
- 117 456 – 58,69% – katolicy
- 55 028 – 27,50% – prawosławni
- 9 844 – 4,92% – protestanci
- pozostali